# Mikołaj Pawlak
Mikołaj Paweł Pawlak (ur. 23 czerwca 1980 w Łodzi) – polski prawnik i kanonista, adwokat i urzędnik państwowy, w latach 2018–2023 rzecznik praw dziecka.

## Życiorys

### Wykształcenie i praca zawodowa
Urodził się w Łodzi. Absolwent Katolickiego Liceum Ogólnokształcącego im. Jana Pawła II w Łodzi. Odbył studia w latach 1999–2005 na Wydziale Prawa, Prawa Kanonicznego i Administracji Katolickiego Uniwersytetu Lubelskiego Jana Pawła II, gdzie obronił pracę magisterską pod kierunkiem ks. prof.  Andrzeja Dzięgi (późniejszego biskupa).
W latach 2005–2016 zajmował się sprawami stwierdzania nieważności małżeństw kościelnych. W 2009 uzyskał pozytywny wynik z egzaminu wstępnego na aplikację adwokacką w Łodzi. Aplikację odbywał pod patronatem adwokata Marka Ważbińskiego. W 2011 został adwokatem i członkiem Okręgowej Izby Adwokackiej w Łodzi. Od 2006 prowadził działalność gospodarczą, zaś od listopada 2011 indywidualną kancelarię adwokacką (zawieszoną w czerwcu 2016) oraz jest współwłaścicielem spółki z o.o.
W latach 2016–2018 był dyrektorem utworzonego w czerwcu 2016 Departamentu Spraw Rodzinnych i Nieletnich Ministerstwa Sprawiedliwości, odpowiedzialnym za nadzór nad zakładami poprawczymi, sądami rodzinnymi czy schroniskami dla nieletnich. W latach 2016–2019 był członkiem rady nadzorczej Miejskiego Przedsiębiorstwa Gospodarki Mieszkaniowej w Zgierzu. 16 października 2018 Krajowa Rada Sądownictwa przedstawiła Prezydentowi RP wniosek o jego powołanie na stanowisko sędziego Sądu Rejonowego w Skierniewicach. W czerwcu 2024 został powołany na stanowisko sędziego w tymże sądzie. 

## Rzecznik Praw Dziecka
23 listopada 2018 Sejm RP głosami posłów PiS przy sprzeciwie posłów opozycji, zarzucających mu niespełnienie ustawowego warunku wykazania 5 lat doświadczenia w pracy z dziećmi, wybrał go na urząd Rzecznika Praw Dziecka. 12 grudnia 2018 Senat RP zatwierdził jego kandydaturę na to stanowisko. 14 grudnia 2018 złożył ślubowanie przed Sejmem. Funkcję pełnił do 20 grudnia 2023.

## Kontrowersje
W 2024 roku został wezwany w charakterze świadka przez sejmową Komisję Śledczą ds. wykorzystania oprogramowania Pegasus. Było to związane z jego działaniami w Departamencie Spraw Rodzinnych i Nieletnich Ministerstwa Sprawiedliwości. Podczas posiedzenia komisji 13 maja 2024 odmówił złożenia przyrzeczenia i opuścił wraz ze swoim pełnomocnikiem Markiem Markiewiczem salę, w chwili gdy komisja miała przejść do zadawania pytań.
W październiku tego samego roku Monika Horna-Cieślak, rzecznik praw dziecka, złożyła do prokuratury zawiadomienie w związku z możliwym przekroczeniem uprawnień i nieprawidłowościami w działaniach Pawlaka w sprawie nielegalnego wywozu 5–letniej dziewczynki do Kanady.

## Poglądy
O zapłodnieniu pozaustrojowym in vitro uważa, że „To, co sygnalizowałem, co wynika ze światopoglądu, z wykształcenia, z wiary to jest jedno, to co jest prawem, to drugie, ale to należy możliwie łączyć dla dobra. I to ma dotyczyć nie tylko tych dzieci poczętych i narodzonych, ale ma też dotyczyć godności tych dzieci poczętych i nienarodzonych, zamrożonych na przykład. To też są dzieci, bo są poczęte (…) W tym zakresie patrzeć na tę metodę należy w sposób taki, że jakkolwiek metoda, pewnie skuteczna do poczęcia dzieci, jakkolwiek powodująca, że wiele dzieci przyszło na świat, to jednak od strony prawno-moralnej jest to metoda niegodziwa, bo w znaczącej liczbie poczęć powoduje, że poczęte istoty ludzkie, poczęte dzieci nie są wystarczająco chronione”.
Współautor projektu ustawy o nieletnich, postulującego obniżenie granicy wieku odpowiedzialności dzieci za popełnienie „czynu karalnego” z 13 do 10 lat. Projekt ten przewidywał też wprowadzenie dolnej granicy wykazywania przejawów demoralizacji – również od 10 lat.
Zwolennik kar cielesnych wobec dzieci. W czerwcu 2019 powstały kontrowersje po rozpowszechnieniu fragmentów jego wypowiedzi z wywiadu prasowego, która w całości brzmiała: „(...) Każdego dnia w Polsce dzieje się coś na szkodę dzieci. Zaniedbania, pobicia, znęcania. Do szpitali trafiają dzieci, które „miały wypaść z łóżeczka”, lekarz w przychodni zauważa siniaki, wielki ślad ręki na plecach dziecka. – Może to był tylko klaps. Pan jest za klapsem? – Klaps nie zostawia wielkiego śladu”.
We wrześniu 2020 roku powiedział, że edukatorzy seksualni podają polskim dzieciom środki farmakologiczne, by zmieniać ich płeć. Złożył zawiadomienie do prokuratury, która wszczęła śledztwo.
Przeciwnik aborcji.

## Życie prywatne
Jest żonaty, ma dwóch synów.